# Adriano Amidei Migliano
Pier Adriano Migliano (Roma, 31 maggio 1940) è un attore e giornalista italiano.

## Biografia
Laureato in lettere e filosofia, lavora inizialmente in teatro con Vittorio Gassman, per poi passare al cinema e alla televisione. Dopo aver fatto alcune parti in diversi film ha curato vari servizi giornalistici per le reti Fininvest. È stato direttore di Coming Soon Television.

## Filmografia

### Cinema
- Tenderly, regia di Franco Brusati (1968)
- Il prof. dott. Guido Tersilli primario della clinica Villa Celeste convenzionata con le mutue, regia di Luciano Salce (1969)
- La ragazza di latta, regia di Marcello Aliprandi (1970)
- La classe operaia va in paradiso, regia di Elio Petri (1971)
- Il sindacalista, regia di Luciano Salce (1972)
- Un fiocco nero per Deborah, regia di Marcello Andrei (1974)
- Morbosità, regia di Luigi Russo (1974)
- Vai gorilla, regia di Tonino Valerii (1975)
- Todo modo, regia di Elio Petri (1976)
- Spogliamoci così, senza pudor..., regia di Sergio Martino (1976)
- Dove vai in vacanza?, regia di Luciano Salce, Mauro Bolognini e Alberto Sordi (1978)
- Morte in Vaticano, regia di Marcello Aliprandi (1982)
- Il cuore altrove, regia di Pupi Avati (2003)

### Televisione
- La donna di quadri, regia di Leonardo Cortese – miniserie TV (1968)
- D'Artagnan, regia di Claude Barma – miniserie TV (1969)
- Nero Wolfe – serie TV (1969-1971)
- FBI - Francesco Bertolazzi investigatore - serie TV (1970)
- Il caso Graziosi, regia di Michele Massa – film TV (1981)